# Nicolaus Rockberger
Nicolaus Rockberger, född 26 juli 1944 i Estland, död 29 augusti 2007 i Täby församling, Stockholms län
, var filosofie doktor i historia. 
Rockberger var under många år huvudlärare vid Försvarshögskolan och han var en av Sveriges största kännare av de central- och östeuropeiska staternas historia och är författare till flera böcker i ämnet.
Rockberger disputerade 1973 vid Stockholms universitet.